# Finnbogi Arge
Finnbogi Arge (Tórshavn, 1955. szeptember 6. –) feröeri politikus, a Fólkaflokkurin tagja.

## Pályafutása
1997-ben feröeri és skandináv nyelvek és irodalom szakon szerzett Exam. Art. képesítést a Feröeri Egyetemen. Önálló vállalkozóként tevékenykedett, és pályafutása során több céget is vezetett.
1990 és 2002 között – miniszteri időszakát leszámítva – a Løgting tagja volt, ebből 2000-2002 között Bjarni Djurholmot helyettesítette. 1995-ig a Sambandsflokkurin színeiben politizált, majd három év független képviselőség után 1998-tól a Fólkaflokkurin tagja. 1994-1995-ben és 2000-2002 között a pénzügyi bizottságot vezette. 1998 és 2000 között gazdasági miniszter volt Anfinn Kallsberg kormányában.

## Magánélete
Szülei Annelisa szül. Jacobsen Krogh Skivéből és Meinhardt Arge Tórshavnból. Felesége Armgarð szül. Mortensen. Jelenleg Tórshavnban él.

### Külső hivatkozások
- Profilja, Løgtingið 150 - Hátíðarrit, p. 257. (feröeri)
- Profil, Løgting (feröeri)